# Gallaeci
Les Gallaeci, Callaeci, Calaeci ou Gallèques sont les noms donnés par les Romains et repris par les historiens, à l'ensemble des peuples installés au nord-ouest de la péninsule Ibérique, en Gallécie (actuelle Galice et alentours, en Espagne et Portugal). Gallaeci désigne aussi un peuple en particulier, dont la localisation territoriale dans ce périmètre n'est pas tranchée (c'est pourquoi les textes français distinguent parfois les « Gallèques » (sens territorial) des « Gallaeci » (sens tribal). Dans l'antiquité tardive et au Haut Moyen Âge, on nommera Gallaeci les habitants du royaume suève : le Gallicense Regnum ou  Gallaecia Regnum ce qui a donné au cours de l'histoire le gentilé Galicien (Galaico, galego en galicien).

## Ethnonymie
Le terme gallaeci ou habitants de la Gallécie (Gallaecia) est une généralisation faite par les Romains à partir du premier contact établi avec un peuple de cette culture et par simplification car les autres peuples avaient des noms trop petits et trop obscurs de ce qu'en dit Strabon. Le groupe des Gallaeci se trouvait peut-être en expansion lorsque les troupes romaines pénétrèrent dans leur territoire.
Les inscriptions épigraphiques prouvent que pour le nord-ouest de l'actuel Portugal, les Bracari étaient le peuple le plus important. On discute si leur nom pourrait avoir quelque lien avec le gaulois bracca (braies, « pantalon »). Les Bracari occupaient le territoire entre les fleuves Douro et Lima et doivent correspondre aux premiers Kallaikoi reconnus pour la première fois, lors des combats contre les troupes romaines (vers 138-136 av. J.-C.), c'est pourquoi Alain Tranoy pense que le peuple des Callaeci était peut-être situé vers Porto.
La Citânia de Briteiros (Guimarães) et la Citânia de Sanfins (Paços de Ferreira) sont d'importants habitats fortifiés de la « Culture des castros » caractéristiques de l'âge du fer local, qui subit plus tard l'influence des Romains après la fondation de la capitale régionale Bracara Augusta (Braga) à la fin du Ier siècle av. J.-C. Des inscriptions épigraphiques comme celle du sanctuaire de la Fonte do Ídolo à Braga en honneur de Nabia - la plus importante déesse des Bracari - les noms des Nemetati un peuple client et de Tongobriga (près de Marco de Canaveses), semblent indiquer une ancienne souche celtique qui remonterait aux Keltoi cités par Hérodote (c. 450 av. J.-C.) comme déjà installés près des côtes ibériques de l’océan Atlantique.

## Origines

### Langues
Au moment de la conquête romaine au moins trois langues étaient parlées en Galice, mais aucune n'est attestée directement par l'épigraphie. Il existe cependant des preuves linguistiques de l'existence de trois langues dans la Galice romaine avant la romanisation. Une langue, peut-être celle des premiers habitants de la région, n'était pas indo-européenne. Deux autres langues étaient indo-européennes : le « galicien-lusitanien » local, peut-être introduit lors de la grande activité commerciale de la fin de l'Âge du bronze atlantique, et le celtique d'Hispanie qui a pu être introduit dans le cadre du processus de « Celtibérisation » ou même pendant la période romaine à la suite du déplacement des peuples. 
Les langues dominantes et apparentées des Gallèques, des Lusitaniens et des Vettons sont considérées comme appartenant au « bloc occidental indo-européen pré-celtique » en raison notamment de sa conservation du p- initial indo-européen, totalement amuï dans toutes les langues celtiques attestées, y compris dans le vieux celtique continental dont le celtibère. Compte tenu de l'étendue de leur territoire, les Gallèques, selon la nomanclature de l'Hispanie ancienne et peut-être en raison de réelles différences ethniques ou linguistiques, ont été subdivisés en Gallaeci Lucenses et Gallaeci Bracari. La langue des Gallaeci Lucenses serait plus proche de celle des Astures, et celle des Gallaeci Bracari serait particulièrement proche (peut-être même la même selon certains auteurs comme Untermann) du lusitanien, que nous connaissons directement, même de manière fragmentaire.
Une autre possibilité existe : les langues des Astures et des Gallèques appartiennent-elles à la plus ancienne couche linguistique indo-européenne de la péninsule, antérieure au lusitanien, représentée par l'hydronymie vieil-européenne (Alteuropäisch) ? Et quelle est la part de l'influence celtique dans la région ? Les auteurs anciens affirment explicitement sa présence, en donnant le nom de Celtici à plusieurs groupes ethniques de la péninsule nord-ouest et de certaines autres régions ibériques.

## Compléments